# Radegund
Radegund was de dochter van de Thüringse koning Bisinus en leefde in de eerste helft van de 6e eeuw na Christus. Ze was getrouwd met Wacho, koning van de Longobarden. Ze had drie broers, Berthachar, Baderich en Herminafried die na de dood van hun vader gezamenlijk over de Thüringers heersten.
Met Wacho had ze een dochter, Wisigard, die gehuwd was met de zoon van de Frankenkoning Theuderik I, Theudebert I.  Dit huwelijk diende ertoe het verbond tussen Franken en Longobarden te versterken.